# Pierre Frite d'Armaillé
Pour les articles homonymes, voir Pierre Frite.
La Pierre Frite d'Armaillé est un menhir situé entre les communes de Saint-Michel-et-Chanveaux et Armaillé, dans le département français de Maine-et-Loire.

## Description
Le menhir est en schiste rouge violacé du cambrien qui affleure localement. Il mesure 5,40 m dans sa plus grande hauteur. Il comporte sur sa face est une petite niche taillée dans la pierre qui contenait une statue de vierge jusqu'en 1896.
Un second menhir fut découvert en 1996 par J. Luce à environ 900 m au sud-ouest de la Pierre Frite et baptisé Pierre Frite II. Il mesure 1,94 m de hauteur. Lui aussi en schiste rouge local, il se dresse à proximité d'un site d'extraction où gisent de nombreux blocs de la même roche.
Selon une tradition, la Pierre Frite «indique ou recouvre un trésor».